# 中国電気保安協会
一般財団法人中国電気保安協会（ちゅうごくでんきほあんきょうかい）は、中国地方5県の企業・家庭向けに電気の点検・保安業務を行っている一般財団法人。2019（令和元）年5月27日に主たる事務所を広島市中区小町4番33号から広島市東区二葉の里三丁目5番7号に移転した。なお、当協会のCMで流れるサウンドロゴは商標登録（第6566693号）されている。

## 業務内容
- 各種電気設備の安全点検
- 企業向け各種電気設備の保安・監視
- 各種電気設備の取り付け・修理・新設相談
- 電気系資格技術講習会
- 電気を安全に使用するための広報業務
- 中国電力との連携業務

## 協会キャラクター
- エリフ君（電気の保安官-エレクトリックとシェリフの掛け合わせから名付けられた。）